# Ptyonoprogne fuligula
El avión isabelino, conocido también como avión roquero africano (Ptyonoprogne fuligula), es una especie de ave paseriforme de la familia de los aviones y golondrinas (Hirundinidae), originaria del África subsahariana. Por lo general se encuentra en zonas de montaña, aunque también se halla en altitudes más bajas, especialmente en zonas rocosas y cerca de poblados. A diferencia de la mayoría de los miembros de esta familia, se le suele encontrar lejos del agua. Mide de 12 a 15 cm de longitud y posee un plumaje principalmente de color marrón, más claro en el pecho y debajo de las alas, además de una mancha blanca en forma de «ventana» en la cola cuando se encuentra volando. Ambos sexos son de apariencia similar,  los especímenes más jóvenes tienen los bordes de las plumas de vuelo y del dorso más claras. Las subespecies del norte son más pequeñas y tienen un color más claro que las africanas. El avión isabelino caza insectos voladores en las paredes de los acantilados y para ello emplean un tipo de vuelo lento con muchas maniobras. Su llamada consiste en un gorjeo suave.
Esta ave construye nidos en forma de cuenco profundo en superficies horizontales protegidas o con forma de cuarto de esfera cuando es construido contra una pared de roca vertical. Suele estar hecho de barro y recubierto con paja o plumas, se puede encontrar en lugares naturales bajo salientes de acantilados o en estructuras hechas por el hombre, como edificios, paredes de represas, alcantarillas o puentes. Los nidos son reutilizados en los siguientes años. Estas aves suelen anidar en solitario, no son gregarias, pero se pueden formar pequeñas colonias si el lugar es apropiado para tal fin. Los dos o tres huevos, que generalmente ponen, son blancos con manchas grises y marrones y son incubados por ambos progenitores de dieciséis a diecinueve días. Tanto el macho como la hembra alimentan a los pichones. Estas aves tardan de veintidós a veinticuatro días en emplumecer, los pichones regresan al nido durante unos pocos días después del primer vuelo.
Este pequeño avión es presa de varias especies rápidas y ágiles de halcones, especialmente de alcotanes, a veces es víctima del parasitismo, pero no enfrenta amenazas más serias. Debido a su área de distribución de casi 10 000 000 km² y su población aparentemente estable y numerosa, no se considera vulnerable y figura como especie de preocupación menor en la Lista Roja de la UICN.

## Taxonomía
El médico, explorador y zoólogo alemán Martin Lichtenstein describió al avión isabelino formalmente como Hirundo fuligula en 1842 y luego el ornitólogo alemán Heinrich Gustav Reichenbach lo trasladó al género nuevo Ptyonoprogne en 1850. Sus parientes más cercanos son los otros miembros del género, como el avión oscuro del sur de Asia y el avión roquero, una especie euroasiática. El nombre del género deriva del griego antiguo ptuon (φτυον) «abanico», referido a la forma de la cola abierta, y Procne (Πρόκνη), un personaje mitológico que se transformó en una golondrina. El nombre específico, fuligula significa «cuello con hollín», del latín fuligo, «hollín» y gula, «cuello».
Las especies de Ptyonoprogne son miembros de la familia de los hirundínidos y están dentro de la subfamilia Hirundininae, que comprende a las golondrinas y aviones, excepto al avión de río africano, una especie muy diferente. Los estudios de secuencia de ADN sugieren que hay tres grandes grupos en Hirundininae, relacionados sobre todo por el tipo de nido que fabrican. Estos grupos son los «aviones principales», incluyendo especies que escarban como el avión zapador; los que «adoptan» nidos, como la golondrina bicolor, que utiliza cavidades naturales y los que «construyen su nido con barro». Las especies de Ptyonoprogne realizan esto, por lo que pertenecen allí. Las especies de Hirundo construyen nidos abiertos, al igual que esta especie, mientras que los aviones de Delichon fabrican uno cerrado y las golondrinas de los géneros Cecropis y Petrochelidon realizan uno con forma de retorta y un túnel de entrada.
El género Ptyonoprogne está relacionado en forma cercana con el amplio género de golondrinas Hirundo, pero un análisis de ADN mostró que un género Hirundo coherente debería también incluir a todo el grupo de las aves que construyen con barro su nido. Aunque los nidos de los aviones dentro de Ptyonoprogne recuerdan a los de las especies Hirundo típicas como la golondrina común, el estudio de ADN demostró que si los aviones dentro de Delichon se consideran un género aparte, como normalmente se hace, Cecropis, Petrochelidon y Ptyonoprogne también deben estar separados.
En zonas de Pakistán donde su distribución coincide en parte con la del avión oscuro y en el norte de África, donde se lo encuentra junto con el avión roquero, el avión isabelino habita a una altura diferente de las otras especies del género. Esta separación significa que no se conoce si los aviones cercanos entre sí pueden hacerse híbridos. Si esto pudiera darse, se presentarían dudas acerca de su diferencia como especies.

### Subespecies
Hay numerosas subespecies dentro de P. fuligula, diferenciadas por el tono del plumaje y el tamaño, si bien la distinción es clinal y las razas se reproducen entre sí en los lugares en los que sus áreas de distribución coinciden. Estas parecen formar dos grupos de características similares: un primer grupo englobando a las subespecies del extremo sur del continente, donde se incluye a la subespecie nominal, P. f. fuligula, y a P. f. andersoni y P. f. pretoriae, que se caracterizan por ser más robustas y de pico grande; y un segundo grupo formado por P. f. fusciventris, P. f. pusilla, P. f. bansoensis, que son más pequeñas, oscuras y de pico más fino. Por ejemplo, P. f. fusciventris es tan distinta a las subespecies del sur, que podría ser considerada una especie diferente. Sin embargo, el ornitólogo de Rodesia Michael Irwin recolectó especímenes del sur de Zimbabue, que eran oscuros por debajo, como P. f. fusciventris y rojizos por arriba, al igual que P. f. fuligula. Esto lo llevó a sugerir que los dos grupos antes habían estado aislados, pero se estaban hibridando tras un contacto secundario.
Anteriormente se incluían en P. fuligula, aquellas subespecies pequeñas y de plumaje más claro (peroplasta, perpallida, presaharica, spatzi, arabica y buchanani), que habitan en las montañas del norte de África, la península arábiga y el sudeste de Asia, pero ahora se consideran como una especie separada, el avión pálido, tal como las llamó Jean Cabanis, el ornitólogo alemán que describió estos pájaros formalmente por primera vez. Sin embargo, los cambios en tamaño y color de estos aviones son continuos y los ejemplares se suelen mezclar en las zonas donde conviven, por lo que la evidencia a favor de que sean especies diferentes no es clara. Sin embargo, numerosas fuentes indican hoy en día que esta ave, también denominada Hirundo obsoleta, es una especie separada de P. fuligula.
| Subespecies de Ptyonoprogne fuligula | Subespecies de Ptyonoprogne fuligula | Subespecies de Ptyonoprogne fuligula                      | Subespecies de Ptyonoprogne fuligula                                  |
| Grupo fuligula (sur)                 | Grupo fuligula (sur)                 | Grupo fuligula (sur)                                      | Grupo fuligula (sur)                                                  |
| Subespecie                           | Autoridad                            | Área de distribución                                      | Comentarios                                                           |
| ------------------------------------ | ------------------------------------ | --------------------------------------------------------- | --------------------------------------------------------------------- |
| P. f. fuligula                       | (Lichtenstein, 1842)                 | Provincia Oriental del Cabo.                              | La subespecie nominal.                                                |
| P. f. pusilla                        | (Zedlitz, 1908)                      | Desde Mali al oeste de Sudán y la mayor parte de Etiopía. | Plumaje más claro y menor tamaño que la subespecie nominal.           |
| P. f. fusciventris                   | (Vincent, 1933)                      | Desde el sur de Sudán y Etiopía al norte de Mozambique.   | Más pequeña que P. f. pusilla, con plumaje oscuro.                    |
| P. f. bansoensis                     | (Bannerman, 1923)                    | Oeste y centro de África                                  | Pequeña y de plumaje muy oscuro.                                      |
| P. f. anderssoni                     | (Sharpe & Wyatt, 1887)               | Desde el suroeste de Provincia del Cabo al sur de Angola. | De tamaño similar a la subespecie nominal, pero de plumaje más claro. |
| P. f. pretoriae                      | Roberts, 1922                        | Este de Sudáfrica                                         | Plumaje similar al de la especie nominal, pero de mayor tamaño.       |

## Descripción

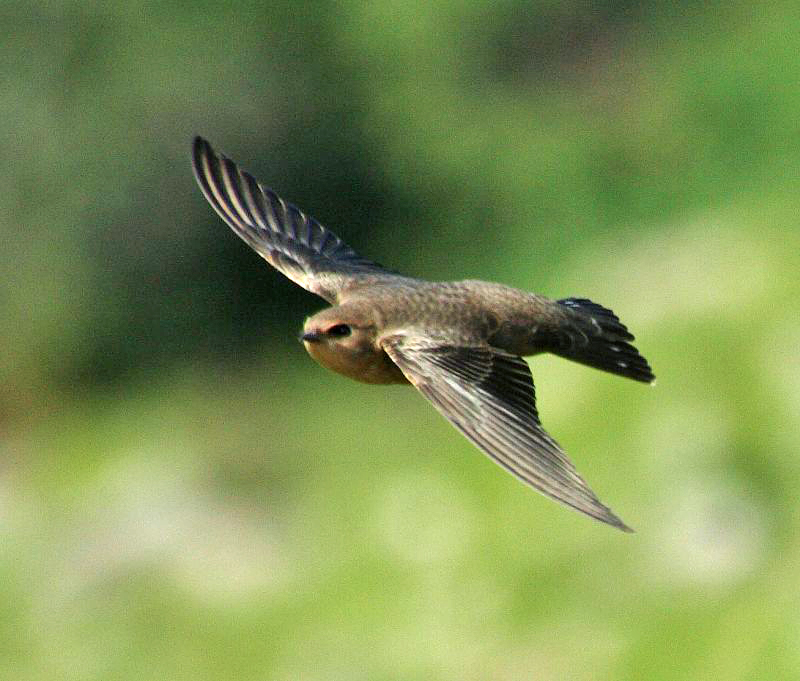
H. fuligata pretoriae en vuelo

El avión isabelino de la subespecie nominal P. f. fuligula tiene un tamaño de 12 a 15 cm, con partes superiores color marrón tierra y una cola corta con forma cuadrada que posee pequeñas zonas blancas cerca de la punta de casi todas las plumas, excepto en el centro y las que están más hacia afuera. La cabeza, el cuello, el pecho y la zona debajo de las alas son de color canela, mientras que el resto de las partes bajas son de un tono similar a las superiores. Los ojos son marrones, el pico es pequeño y principalmente negro y las patas son de un tono marrón rosado. Ambos sexos son de apariencia similar, pero los especímenes más jóvenes tienen bordes más claros en las plumas de vuelo y la parte superior. Las otras subespecies difieren de la forma nominal en lo descrito anteriormente.  La muda de plumaje puede darse en cualquier mes; una minoría pasa por ella en el período de nidificación, de julio a septiembre. El peso promedio de P. f. fusciventris es de 22,4 g.
El vuelo del avión isabelino es lento, con batidos de alas rápidos intercalados con planeos con las alas extendidas; es más acrobático que el avión roquero, de mayor tamaño. Es un ave silenciosa; su canto es un gorjeo apagado, aunque otras llamadas incluyen una que recuerda al avión común, un sonido nasal y un gorjeo agudo que sirve de medio de comunicación.
El avión isabelino es más bien monótono con respecto a la mayoría de las golondrinas africanas y resulta difícil confundirlo, excepto con otros aviones o con miembros del género Riparia. Las razas del norte son un 15 % más pequeñas y grisáceas que el avión roquero y poseen manchas similares en la cola. Aunque sólo es ligeramente más grande que el avión zapador y el avión paludícola, el avión isabelino es más robusto, tiene manchas blancas en su cola y carece de una banda en el pecho. Tienen colores más claros que esta última especie en su cuello, pecho y debajo de las alas. En el punto más oriental de su área de distribución, presenta partes inferiores más claras, con más contrastes.

## Distribución y hábitat
El avión isabelino habita en el norte de África, principalmente en los países de Nigeria, Chad y Etiopía. El hábitat donde se lleva a cabo normalmente el apareamiento son terrenos con colinas o montañas donde hay acantilados, cañones y cavernas a una altitud de 3700 m s. n. m., aunque este avión también se puede ver en llanuras, especialmente si hay rocas o edificios allí, dado que los utiliza como sustitutos de los precipicios naturales. Suele encontrarse lejos del agua. La especie suele anidar en alturas menores que el avión oscuro.
El avión isabelino anida en ambientes apropiados a lo largo de África y el Medio Oriente, hasta Afganistán y Pakistán. Suele habitar un mismo lugar durante mucho tiempo, aunque ocasionalmente migra a lugares cercanos y a las llanuras, tras la época de apareamiento. Por otra parte, realizan viajes de corta distancia. Se han registrado poblaciones de esta especie como vagabundas en Kuwait y Gabón, y su estado es desconocido en el Congo.

## Comportamiento

### Reproducción

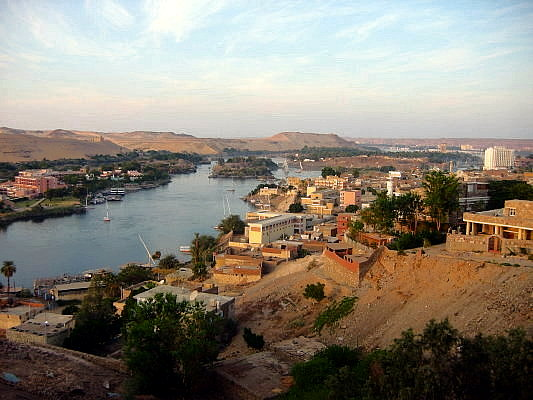
La ciudad de Asuán, vista de arriba. Los aviones isabelinos suelen habitar en ciudades como esta, que se encuentran en medio del desierto.

Las parejas de avión isabelino generalmente anidan a solas, aunque si hay pocos espacios adecuados para ello formarán pequeñas colonias. Esto es más común al sur del Sahara, donde se han registrado colonias de cuarenta parejas. Estos aviones defienden el territorio de su nido en forma agresiva contra sus conespecíficos y aves de otras especies. En África, la reproducción varía geográficamente y con las condiciones climáticas locales, aunque es normal que de abril a junio el apareamiento tenga lugar en Asia. Es común que tengan dos o tres crías en una temporada. El nido, construido por ambos adultos en varias semanas, está hecho de barro y revestido de una capa fina de pasto seco y a veces de plumas. Tiene forma de media taza cuando lo construyen bajo el saliente de una pared vertical o acantilado, aunque también tiene forma de recipiente, como el de la golondrina común, cuando está sobre una cornisa protegida. El nido puede hacerse en una superficie vertical, en una grieta o en una estructura fabricada por el hombre y se reutiliza para las próximas crías en los años siguientes.
La nidada consiste por lo general en dos o tres huevos blancuzcos con manchas sepia o marrón grisáceo, particularmente la parte más ancha. El tamaño promedio de los huevos varía de 20,8 × 14,1 mm con un peso de 2,17 g en Sudáfrica a 19,3 × 12,9 mm con un peso de 1,7 g en Asia. Ambos adultos los incuban durante un plazo de entre dieciséis y diecinueve días antes de la eclosión, y alimentan a los pichones cerca de diez veces por hora hasta que se vuelven volantones. Días después, estos ya pueden volar. En general, los pichones se demoran en abandonar el nido entre veintidós y veinticuatro días, o de veinticinco a treinta, aunque estos últimos números engloban también los retornos del pájaro joven al nido por alimento.

### Alimentación
El avión isabelino ingiere principalmente de insectos cazados en pleno vuelo, aunque ocasionalmente se alimenta en el suelo. Durante el período de apareamiento, los pájaros suelen volar de un lado a otro atrapando insectos con el pico a lo largo de superficies rocosas, cerca de su nido. En otras ocasiones, cazan sobre campo abierto, en altitudes bajas. El tipo de insectos que comen depende de las especies que hay en la zona en donde se alimente, pero en general son mosquitos, moscas, himenópteros, hormigas y escarabajos. Suele alimentarse en solitario, pero cuando los pastos se incendian, y los insectos escasean, suelen reunirse en grupos medianos para depredarlos. Fuera de la temporada de reproducción, se pueden formar bandadas de trescientos miembros en zonas donde la comida es abundante. Las paredes de los acantilados generan ondas estacionarias en el aire, que hacen que los insectos se concentren cerca de las áreas verticales. Los aviones se aproximan a las paredes cuando cazan y cuentan con su habilidad para realizar  maniobras precisas y giros cerrados.
Un estudio sobre nueve especies de aves, incluyendo cuatro hirundínidos, mostró que cuantos más pichones haya en un nido, más frecuentes se hacen las visitas de sus progenitores para alimentarlos, pero estas no se incrementan en proporción al número de crías. En promedio, un pichón único recibe más alimento que otro que conviva con más ejemplares. Dado que el período de permanencia en el nido no se prolonga en proporción a la reducción en la cantidad de comida, un individuo emplumecido que se haya criado con otros pichones puede pesar menos cuando lo abandone. Sin embargo, una subespecie de P. fuligula, P. f. fusciventris, presenta una diferencia con respecto al tiempo de permanencia en el nido, ya que los miembros de un trío de pichones permanecían en promedio un día y medio más en el nido que los de un par.

## Depredadores y parásitos
Algunos halcones poseen la velocidad y agilidad para cazar golondrinas y aviones en pleno vuelo; el avión isabelino es la presa de especies tales como el halcón peregrino,  el halcón de Taita, el alcotán africano y el alcotán europeo. Los aviones isabelinos suelen compartir sus áreas de anidación con los vencejos moros, quienes a veces toman por la fuerza los nidos de los primeros. En 1975 uno de los primeros hallazgos de la especie Argas (A.) africolumbae fue en un nido de Ptyonoprogne fuligula fusciventris en Kenia; en aquel entonces, esta subespecie se describió bajo el sinónimo Ptyonoprogne fuligula rufigula (Fischer y Reichenow).

## Estado de conservación
El avión isabelino tiene un área de distribución muy amplia, de 9,5 millones de km². Aunque la cantidad total de miembros de la población se desconoce, el ave se describe en general como común, pese a ser escaso en Botsuana y Namibia. Se considera estable, principalmente por la falta de disminución o amenazas sustanciales. Su amplia área de distribución y su alto número de individuos indican que no es una especie amenazada, por lo que está clasificada como de preocupación menor en la Lista Roja de la UICN.